# Buru
Pour le joueur de football de plage, voir Buru (football de plage).
Buru (jadis écrit Boeroe) est la troisième plus grande île de l'archipel indonésien des Moluques, avec  9 505 km2. Elle est située en mer de Banda, à 68 km à l'ouest des îles d'Ambon et de Céram, ainsi qu'à 71 km au sud de Sanana, la plus méridionale des îles Sula. Sa rive nord borde la mer de Céram. L'île est montagneuse et couverte de forêts, et possède une étroite plaine côtière. La ville principale est Namlea, qui possède un port et un aéroport militaire. Directement au sud-est se trouve l'île d'Ambelau.
Administrativement, Buru et les îles voisines appartiennent à la province des Moluques (en indonésien Provinsi Maluku) ; elles sont divisées entre le kabupaten de Buru, dont le chef-lieu est Namlea, et le kabupaten de Buru du Sud, dont le chef-lieu est Namrole, la deuxième ville de l'île.
Environ un tiers de la population est indigène, principalement d'ethnie Buru, mais aussi Lisela, Ambelau et Kayeli. Les autres habitants sont des immigrants de Java ou des Moluques. Il y a autant de chrétiens que de musulmans sunnites, avec quelques restes des croyances traditionnelles. Des langues et des dialectes locaux sont parlés dans la vie quotidienne, l'indonésien étant la langue de communication et de l'administration. Les forêts abritent une riche faune tropicale. Des 179 espèces d'oiseaux et 25 espèces de mammifères recensées, une quinzaine sont endémiques de l'île ou des îles voisines, la plus notable étant le babiroussa de Buru. Il y a peu d'industrie sur l'île : l'essentiel de la population se consacre à la culture du riz, du maïs, de la patate douce, des haricots, des noix de coco, du cacao, du café, de la girofle et de la noix de muscade. Les autres activités importantes sont l'élevage et la pêche.
L'île a été mentionnée pour la première fois en 1365. Entre 1658 et 1942, elle a été colonisée par la Compagnie néerlandaise des Indes orientales puis par les Pays-Bas. L'administration néerlandaise transféra plusieurs villages près de sa nouvelle capitale de la baie de Kayeli pour disposer de main-d'œuvre pour ses plantations de girofliers. Elle créa aussi une hiérarchie parmi les indigènes en mettant des rajas loyaux à la tête des clans locaux. L'île fut occupée par les japonais de 1942 à 1945 et fut intégrée en 1950 à l'Indonésie indépendante. Durant l'« Ordre nouveau » du général Suharto, dans les années 1960 et 1970, des milliers de prisonniers politiques furent emprisonnés dans des camps à Buru. C'est là que l'écrivain Pramoedya Ananta Toer écrivit la plupart de ses romans, dont la Tétralogie de Buru.

## Géographie et géologie

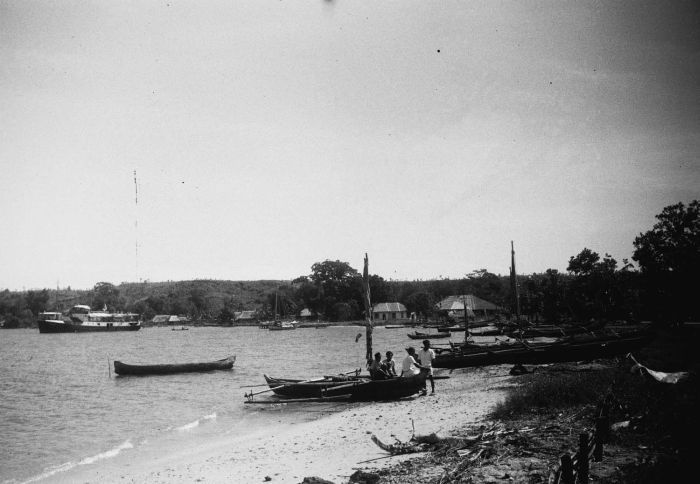
La baie de Kayeli, près de Namlea, en 1949.

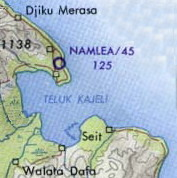
La baie de Kayeli.

Buru se trouve en mer de Banda (en indonésien Laut Banda), mais la mer de Seram (en indonésien Laut Seram) la baigne au nord. À l'est, le détroit de Manipa (Selat Manipa) la sépare de l'île de Seram (Pulau Seram). Sa superficie de 9 505 km² en fait la troisième plus grande île des Moluques (Kepulauan Maluku) après Halmahera et Seram.
Buru est de forme ovale. Sa plus grande longueur, d'est en ouest, est d'environ 130 km, contre 90 km du nord au sud. La côte est peu découpée, son seul accident étant la baie de Kayeli  qui s'ouvre à l'est sur la mer de Banda. Cette baie, également ovale, s'enfonce de 8 à 12 km dans l'île, avec une largeur maximale de 17 km, et une ouverture de 9 km ; sa côte intérieure est longue d'environ 50 km. Namlea, la principale ville de l'île, se trouve au nord de la baie,.
Le sommet de l'île est le mont Kapalamadan (aussi nommé Kepala Madan, Kepalat Mada ou Ghegan), qui fait 2 429 m. Au large de ses côtes se trouvent plusieurs petites îles, dont seules sont habitées Ambelau (la plus grande, avec environ 10 km de diamètre, située environ 20 km au sud-est de Buru) et Tengah (Pulau Tengah). Les plus grandes îles inhabitées sont Fogi (Pulau Fogi), Oki (Pulau Oki) et Tomahu (Pulau Tomahu),.
Le relief de Buru est principalement montagneux, surtout dans le centre et dans l'ouest. Sur les 9 505 km² de l'île, 1 789 km² sont 900 m au-dessus du niveau de la mer, 872 km² au-dessus de 1 200 m et 382 km² au-dessus de 1 500 m,. Les plaines forment d'étroites bandes près de la côte et le long du fleuve Apo, où elles forment une vallée du même nom. Une grande partie de l'île est couverte de forêts tropicales humides.
Long d'environ 80 km, l'Apo est le plus grand cours d'eau de Buru. Il coule vers le nord-est et se jette dans la baie de Kayeli. Son cours présente des méandres sur toute la longueur. Il n'existe que deux autres cours d'eau permanents, le Geren et le Nibe, le reste étant constitué de cours d'eau saisonniers. Tous leurs débits sont extrêmement variables, atteignant leur maximum à la saison des pluies. (L'indonésien ajoute souvent le mot « wae » (signifiant cours d'eau) avant le nom de ceux-ci : l'Apo est souvent nommé Waeapo ou Wae Apo, et Apu dans certains dialectes locaux.) Dans le centre de l'île, à 767 m d'altitude, se trouve le lac Rana (Danau Rana), le seul lac significatif de Buru, de forme presque rectangulaire, long d'environ 4,3 km et large d'environ  2,7 km, pour une surface d'environ 11,5 km2.
L'île est formée de plusieurs types de dépôts, principalement des roches sédimentaires cénozoïques, probablement originaires du continent australien. Il existe aussi des roches volcaniques plus jeunes et des dépôts alluviaux récents. Les dépôts sédimentaires, limon, tourbe, sable et boue, sont principalement présents dans les vallées fluviales. Les roches métamorphiques, ardoise, schiste et arkose dominent le nord de l'île. Il y a peu de minéraux de valeur industrielle et seul le calcaire est exploité. Des réserves significatives de pétrole et de gaz naturel ont néanmoins été découvertes sur le plateau continental en 2009. Il y a de nombreux récifs de corail autour de l'île. Les sols sont pauvres, surtout formés de Podzosol jaune-rouge, de sols sulfate acides, de grumosol et de mélanges variés.

## Climat
Buru a un climat équatorial de mousson, humide, comparable à celui du reste des Moluques. La saison des pluies dure d'octobre à avril, avec les plus fortes précipitations de décembre à février. Malgré la petite taille de l'île, elle a plusieurs zones climatiques, à cause de ses montagnes. La température diminue avec l'altitude, mais sans cela reste stable, autour d'une moyenne annuelle de 26 °C,. Les cumuls de précipitations diffèrent selon la région : 1 400 à 1 800 mm dans le nord, 1800 à 2 000 mm dans le centre, 2000 à 2 500 mm dans le sud, 3 000 à 4 000 mm en montagne, au-dessus de 500 m,.

## Faune et flore

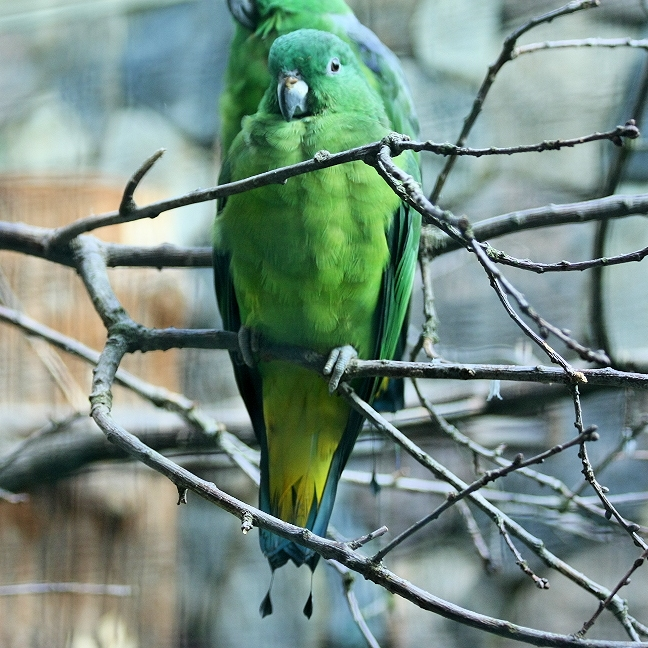
La Palette de Buru est endémique de l'île.

Buru se trouve à l'est de la ligne Wallace, à la frontière des écozones indomalaise et australasienne ; sa flore et sa faune unique sont l'objet de recherches nationales et internationales. Au moins 4 des 25 espèces de mammifères découvertes sur l'île sont endémiques de Buru et des îles voisines. La sous-espèce locale de babiroussa (Babyrousa babyrussa) se distingue des autres par son poil relativement long et épais. Sa viande est aussi peu grasse (1,27 % de graisse, contre 5 à 15 % pour le porc domestique) et considérée comme un mets de choix par la population locale, qui la préfère à celle des autres porcs sauvages ou des cerfs en termes de texture et de saveur. 3 espèces de chauve-souris sont aussi endémiques de Buru : la Roussette d'Amboine (Pteropus chrysoproctus), la Roussette de l'île de Céram (Pteropus ocularis) et le Petit nyctimène (Nyctimene minutus).
10 des 178 espèces d'oiseaux recensées sont endémiques de Buru et des îles voisines : la Palette de Buru (Prioniturus mada), la Perruche de Buru (Tanygnathus gramineus), le Lori de Buru (Charmosyna toxopei), le Méliphage de Buru (Lichmera deningeri), l'Échenilleur de Buru (Coracina fortis), le Gobemouche à gorge rayée (Rhinomyias addita), le Zostérops à gorge rousse (Madanga ruficollis), le Zostérops de Buru (Zosterops buruensis), le Rhipidure de Buru (Rhipidura superflua) et le Monarque de Buru (Monarcha loricatus). Parmi ceux-ci, le Zostérops à gorge rousse est considéré par l'UICN comme en danger et la Perruche de Buru comme vulnérable ; les deux espèces n'ont été observées que dans des zones très réduites de l'île. 19 autres oiseaux sont presque endémiques de Buru : l'Épervier à gorge grise (Accipiter erythrauchen), le Mégapode de Forsten (Megapodius forstenii), le Mégapode de Wallace (Eulipoa wallacei), le Carpophage à lunettes (Ducula perspicillata), le Carpophage mada (Gymnophaps mada), le Lori écarlate (Eos bornea), la Ninoxe des Moluques (Ninox squamipila), l'Effraie des Tanimbar (Tyto sororcula), le Myzomèle de Forbes (Myzomela wakoloensis), le Polochion des Moluques (Philemon moluccensis), le Siffleur terne (Pachycephala griseonota), le Monarque à nuque blanche (Monarcha pileatus), le Monarque des Moluques (Myiagra galeata), le Loriot de Buru (Oriolus bouroensis), l'Échenilleur pâle (Coracina ceramensis), la Grive de Dumas (Zoothera dumasi), le Gobemouche de Buru (Ficedula buruensis), la Bouscarle marron (Bradypterus castaneus) et le Dicée à gorge blanche (Dicaeum erythrothorax). Parmi les papillons, 25 % des Pieridae et 7 % de Papilionidae sont endémiques de l'île.
La végétation est caractéristique des forêts pluviales persistantes ou semi-persistantes des plaines tropicales, dominée par la famille des Dipterocarpaceae, avec les genres Hopea, Shorea et Vatica, et les espèces  Anisoptera thurifera, Hopea gregaria, H. iriana, H. novoguineensis, Shorea assamica, Shorea montigena, Shorea selanica et Vatica rassak. Certains de ces arbres peuvent atteindre plus de 30 m ; ils sont habituellement couverts de lianes épaisses et d'autres épiphytes. Il existe également des forêts ouvertes, des bois et des savanes sur l'île. Le Cajeput (Melaleuca cajuputi) est commun dans les régions sèches. Le nord-ouest de l'île présente des pentes calcaires escarpées couvertes de forêt mixte formées notamment de Shorea et des Dacrydium novo-guineense rachitiques poussent au sommet des montagnes.
La forêt primaire couvre 60 % de l'île, principalement dans les secteurs d'Air Buaya et Waeapo. Il y a seulement 0,51 % de forêt secondaire, dans le district de Batabual, et 0,9 % de mangrove, à Waeapo, Air Buaya, Batabual et Namlea. Une partie significative de Buru (23,10 %) est occupée par des broussailles et seulement 5,83 % par des paysages ouverts, répartis sur la plupart des districts.

## Divisions administratives
L'île fait partie de la province des Moluques (Propinsi Maluku). Avant 1999, elle faisait partie du kabupaten (département) des Moluques centrales (Kabupaten Maluku Tengah), puis elle a constitué un kabupaten séparé. En 2008, elle a été divisée entre le kabupaten de Buru (Kabupaten Buru) et le kabupaten de Buru du Sud (Kabupaten Buru Selatan). 
Le kabupaten de Buru fait 5 578 km2, avec pour chef-lieu Namlea. Il comporte 5 kecamatan (districts) : Namlea, Waplau, Waeapo (chef-lieu Waenetat), Air Buaya et Batubual (chef-lieu Ilath). Le gouverneur (préfet ou bupati) en octobre 2009 est Husni Hentihu et le vice-préfet Ramli Umasugi.
Le kabupaten de Buru du Sud fait 5 060 km2, avec pour centre administratif Namrole. Il comprend Ambelau et les autres petites îles au sud de Buru. En février 2010 il n'avait pas encore une équipe dirigeante complète. Son préfet était A. R. Uluputti,. Le kabupaten compte 5 districts : Namrole, Kepalamadan (chef-lieu Biloro), Leksula, Wae Sama (chef-lieu Wamsisi) et Ambelau (chef-lieu Wailua) ; ce district est entièrement situé sur l'île d'Ambelau.

## Population
En 2009, l'île comptait environ 135 000 habitants, pour la plupart dans les zones côtières Ils forment trois groupes d'importance à peu-près égale : les indigènes Buru (33 000 personnes), Lisela (13 000), Ambelau (6000) et Kayeli (800) ; les immigrants de Java, et les immigrants des Moluques. L'immigration à Buru a été favorisée par les autorités coloniales néerlandaises dans les années 1900, et par les autorités indonésiennes entre 1950 et 1990. Les communautés locales parlent buru, lisela et ambelau dans leur vie quotidienne. L'indonésien est utilisé comme langue de communication internationale, ainsi que pour l'écriture, aucune des langues locales n'ayant d'alphabet (sauf le Buru). Le malais d'Amboine (Melayu Ambon) est aussi commun. Il est largement utilisé aux Moluques comme seconde langue, constituant une forme simplifiée de l'indonésien avec beaucoup de vocabulaire local. D'autres dialectes locaux comme le Hukumina et le Kayeli se sont éteints dans la seconde moitié du XXe siècle,.
La composition religieuse de la population est hétérogène : le même pourcentage, 40 à 45 %, pratique l'islam sunnite et le christianisme ; le reste, principalement dans les montagnes reculées, pratique encore des cultes locaux traditionnels ou n'a pas d'affiliation religieuse claire. La plupart des chrétiens sont indigènes ou viennent des Moluques, tandis que la plupart des musulmans sont originaires de Java, La crise économique des années 1990 a provoqué de fréquents conflits religieux dans l'île,. En décembre 1999, 43 personnes ont ainsi été tuées et au moins 150 maisons brûlées en quelques jours dans le village de  Wainibe,,.

## Histoire

### Époque précoloniale
Une des premières mentions de Buru se trouve dans le Nagarakertagama, un éloge en vieux javanais de Hayam Wuruk, souverain du royaume de Majapahit daté de 1365. L'île apparaît dans le troisième ligne du quinzième chant, dans la liste des pays « tributaires » de Majapahit sous le nom Hutan Kadali,.

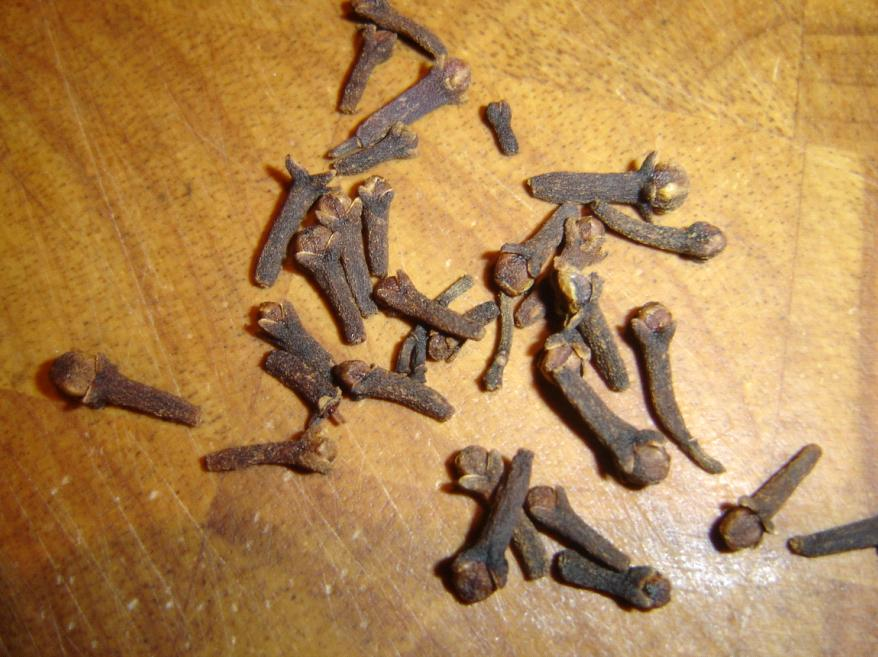
Les clous de girofle ont joué un rôle important dans l'histoire de Buru.

Aux XVIe – XVIIe siècles, le territoire de Buru fut revendiqué par les souverains de l'île de Ternate et par les Portugais ; ces deux revendications étaient symboliques : aucune des parties ne contrôlait l'île, se contentant de visites à buts commerciaux. Les Makassar de Célèbes étaient plus actifs : ils avaient construit des fortifications sur l'île et obligé les indigènes à cultiver des épices de valeur, comme le clou de girofle.

### Période coloniale

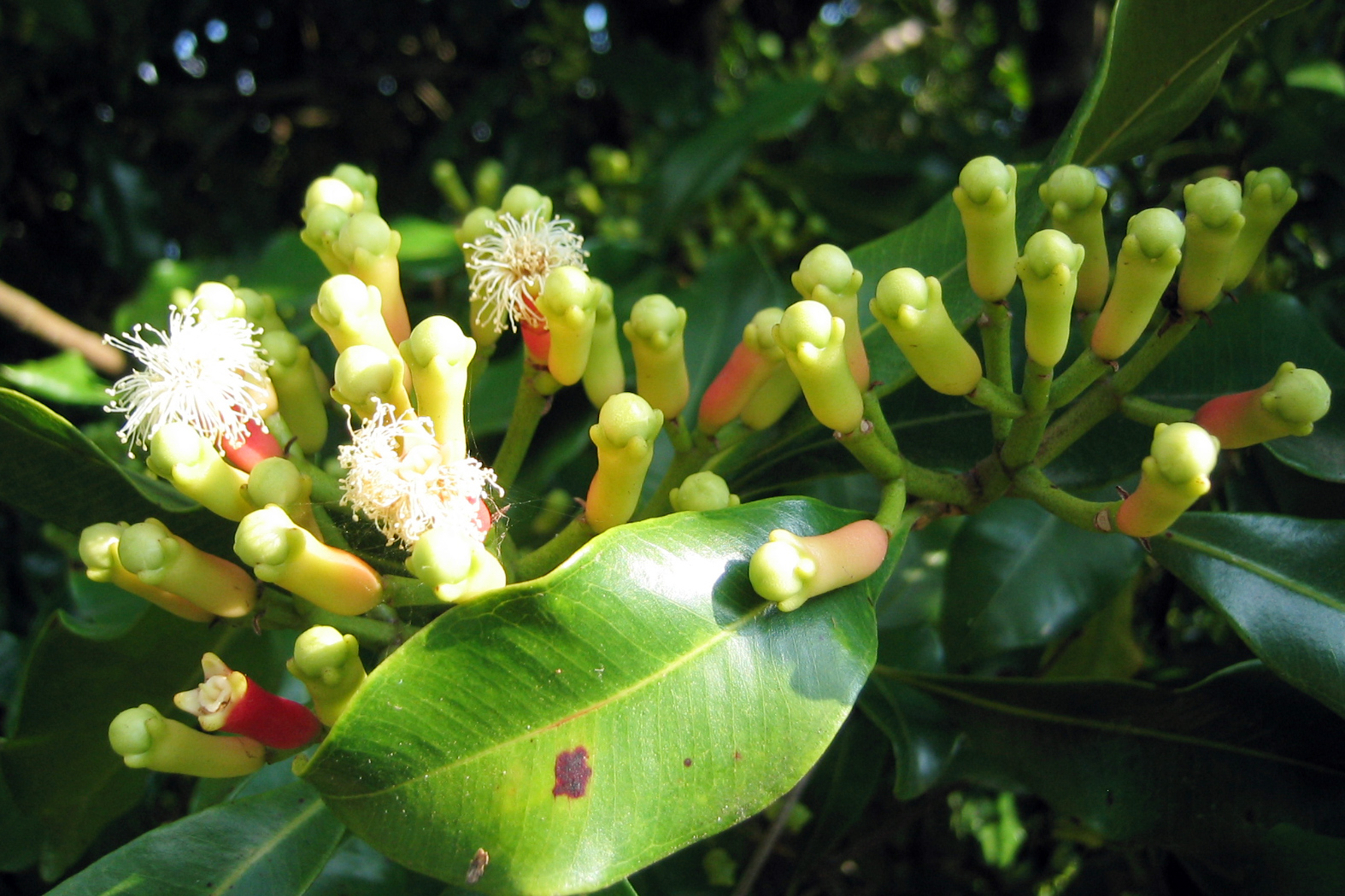
Giroflier.

La rivalité entre Makassar et la Compagnie néerlandaise des Indes orientales pour le contrôle de la production et du commerce des épices dans l'est de l'archipel malais se traduisit par une guerre. En 1648, une expédition militaire néerlandaise à Buru en expulsa les Makassar et détruisit leurs navires et leurs constructions ; au lieu de réutiliser les plantations de girofliers existantes, les Néerlandais brûlèrent plus de trois mille arbres, car ils n'étaient pas en mesure de s'installer sur l'île et craignaient le retour des Makassar après leur départ. Ils revinrent cependant quelques années plus tard et bâtirent en 1658 une forteresse armée de quatre canons et défendue par 24 soldats au sud de la baie de Kayeli, dans l'est de l'île. Ils y installèrent un établissement permanent et la forteresse devint le centre administratif de Buru. Environ 2000 indigènes furent déplacés de force dans la région, dont beaucoup de la noblesse tribale, et une douzaine de gros villages furent construits autour du fort : Lumaite, Hukumina, Palamata, Tomahu, Masarete, Waisama, Marulat, Leliali, Tagalisa, Ilat, Kayeli, Bara et Lisela. Ces déplacements de population étaient destinés à faciliter son contrôle et à fournir la main-d'œuvre nécessaire aux champs de girofliers plantés par les Néerlandais dans cette partie de l'île. Une ethnie Kayeli, disposant de sa propre langue (le Kayeli) naquit du mélange des nouveaux arrivants avec les indigènes locaux. 

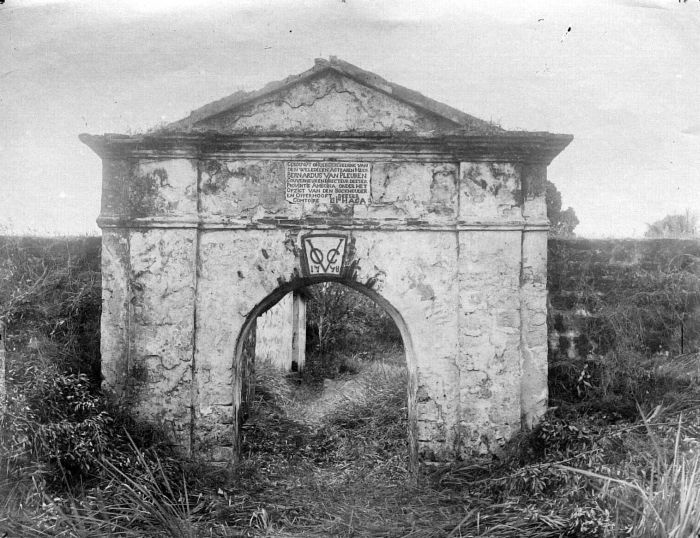
Porte principale de la forteresse néerlandaise de la baie de Kayeli (1921).

La présence parmi leurs ancêtres de l'aristocratie tribale et leurs interactions avec l'administration coloniale assurèrent aux Kayeli une position particulière au cours des siècles suivants. Ils se proclamèrent l'élite indigène de l'île, demandant en particulier des dons de chaque clan, dons qui pouvaient être de riz, de millet, de noix de coco, de sagou, de patates douces ou de tabac, ainsi que la mise à disposition d'hommes pour travailler pour les rajas Kayeli .
La Compagnie néerlandaise des Indes orientales fut dissoute au début du XVIIIe siècle et toutes ses possessions dans l'archipel malais passèrent sous le contrôle direct de la couronne néerlandaise. En 1824, dans le cadre de la réforme de l'administration coloniale, Buru fut divisée en 14 districts (nombre progressivement réduit à 7 au cours des 100 années suivantes). Chacun était dirigé par un raja local subordonné aux conseillers néerlandais. Tous les rajas étaient choisis dans la noblesse Kayeli, qui avait prouvé sa loyauté aux Néerlandais,.
La fin de la domination des Kayeli commença dans les années 1880, quand les chefs des clans Leliali, Wae Sama et Fogi transférèrent une partie importante de leurs groupes ethniques vers leurs régions d'origines ; ils furent suivis au début des années 1900 par le clan Tagalisa. À cette date, beaucoup des 13 autres villages Kayeli d'origine avaient été abandonnés ou avaient perdu leur raja. Vers 1910, le rôle dirigeant du clan Kayeli avait quasiment disparu.

### Les années de transition: 1942–1950
Du printemps 1942 à l'été 1945, toutes les Indes orientales néerlandaises furent occupées par l'armée japonaise. Buru fut bombardée par les alliés pour neutraliser les infrastructures militaires japonaises, en particulier l'aéroport de Namlea, principale ville de l'île.
Après la capitulation japonaise du 2 septembre 1945, les Pays-Bas reprirent le contrôle de l'île. En décembre 1946, Buru, comme le reste des Moluques, Célèbes et les Petites îles de la Sonde, fut intégré dans l'État de l'Indonésie orientale (Negara Indonesia Timur en indonésien) créé par le gouvernement néerlandais pour transformer graduellement leurs anciennes possessions coloniales des Indes orientales en état associé. En décembre 1949, l'Indonésie orientale rejoignit la république des États-Unis d'Indonésie (Republik Indonesia Serikat, ou RIS) crée lors de la conférence de la Table ronde de La Haye (23 août-2 novembre 1949),,.

Drapeau de la république des Moluques du Sud.

En avril 1950, juste avant l'abolition de la RIS et l'intégration de la plupart de l'Indonésie orientale à la république d'Indonésie, les autorités locales de Buru, Ambon, Seram et de plusieurs petites îles proches proclamèrent une république des Moluques du Sud indépendante (Republik Maluku Selatan, ou RMS) et affirmèrent leur volonté de conserver des liens politiques étroits avec les Pays-Bas,. Après des tentatives infructueuses d'intégrer la RMS par la négociation, la république d'Indonésie prit en juillet 1950 l'initiative d'un conflit armé, qui dura six mois. En décembre 1950, Buru passa sous le contrôle des troupes indonésiennes et fut déclarée partie de la république d'Indonésie,.

### Partie de l'Indonésie
Entre 1950 et 1965, la politique du nouveau gouvernement eut pour but une rapide intégration sociale, politique et économique de Buru à l'Indonésie. Dans les années 1960 et 1970, durant le régime du général Suharto, Buru devint un des principaux lieux d'exil et d'emprisonnement des dissidents politiques, principalement communistes et autres représentants d'extrême-gauche, ainsi que d'intellectuels rétifs. La plupart des camps furent fermés en 1980. Plus de 12 000 personnes y ont été emprisonnés,, et au moins plusieurs centaines y sont mortes ou y ont été tuées.
L'important écrivain indonésien Pramoedya Ananta Toer a passé la plupart de ses 14 années de prison (de 1965 à 1979) à Buru, où il a écrit plusieurs romans, dont une grande partie de sa Tétralogie de Buru (Tetralogi Buru), en particulier la première partie, Le Monde des hommes (Bumi manusia), Jusqu'en 1975, Toer n'avait pas de quoi écrire. Il apprenait ses romans par cœur et les récitait à ses codétenus, se reposant en partie sur leur mémoire,,.

## Économie
| Année | Croissance en % | PIB en milliards d'IDR |
| ----- | --------------- | ---------------------- |
| 2001  | 0,38            | 123,657                |
| 2002  | 1,08            | 124,989                |
| 2003  | 2,90            | 128,610                |
| 2004  | 3,27            | 132,821                |
| 2005  | 3,79            | 137,851                |
| 2006  | 4,80            | 144,470                |
| 2007  | 4,36            | 150,767                |
| 2008  | 4,60            | 157,709                |

Le développement économique de l'île a été négatif à la fin des années 1990, du fait de la crise nationale et régionale. La croissance a repris au début des années 2000, mais le chômage reste élevé (9,92 % de la population en 2008) et plus de 37 % des habitants vivent en dessous du seuil national de pauvreté (en 2008).
La base de l'économie est l'agriculture, qui représentait 51,22 % du Produit intérieur brut en 2008. La principale culture est le riz, dont les plantations occupent plus de 5 700 hectares et produisent environ 23 000 tonnes par an (chiffres 2008). La plupart des rizières se trouvent sur la côte nord, dans les districts de Namlea, Waeapo et Air Buaya. Avec 135 hectares, le maïs est la culture dominante des districts méridionaux de Waisama, Kepalamadan et Namrole, produisant 176 tonnes par an (toujours pour 2008). Les autres cultures du sud de l'île sont la patate douce (211 hectares, 636 tonnes), les haricots (926 hectares, 946 tonnes) et le soja (965 hectares, 965 tonnes),. Les noix de coco (5 724 ha, 2 742 tonnes), le cacao (4,453 ha, 2,368 tonnes), la girofle (947 ha, 881 tonnes) et le café (46 ha, 1 223 tonnes) sont cultivés dans les régions de Namlea, Air Buaya, Waeapo, Batubual et Waplau, tandis que la noix de muscade (143 ha, 75 tonnes) est cantonnée à Batubual,. Il y a des plantations de teck un peu partout dans l'île, en plus des ressources naturelles en bois,.
Le rôle de l'élevage augmente progressivement. Les principaux animaux élevés sont les vaches (41 349 têtes en 2008), les buffles d'eau (3 699), les poulets (plus de 1 346 000), les canards (195 000), les moutons (26 950), les porcs domestiques (1 276) et les chevaux (497). En 2008, il y avait 410 entreprises de pêche prenant chaque année 3 891 tonnes de poissons et de fruits de mer. Les prinbcipales espèces commerciales sont le thon (900 tonnes), la sardine (420 tonnes) et le maquereau (385 tonnes),.
L'industrie n'emploie que 2 700 environ et représente environ 7 % du PIB. 537 entreprises étaient enregistrées en 2008, dont 482 entreprises agro-alimentaires et 44 entreprises de fabrication, de chimie ou de réparation. En janvier 2010, le ministère de l'industrie indonésien a approuvé un plan pour construire d'importantes cimenteries sur l'île. L'essor du tourisme est entravé par le manque d'infrastructures sur l'île,.
Les autres secteurs économiques significatifs sont le commerce, l'industrie hôtelière et la restauration (19,19 % du PIB en 2008), les services douaniers (12,74 %), les transports et communication (3,10 %), la construction (3,13 %), le secteur financier (2,64 %) et l'énergie et l'eau (0,49 %).

## Transports
Buru est reliée au reste de l'Indonésie par des lignes maritimes et possède deux ports importants à Namlea et Namrole. Avec 866 cargos et navires à passagers enregistrés, le trafic moyen en 2008 était de 400 tonnes par jour. Le navire rapide « Bahari Express » relie quotidiennement Namlea et Ambon, la capitale des Moluques (distance 160 km, temps de parcours trois heures).
Grâce à un accord entre l'administration du kabupaten de Buru et les autorités militaires locales, l'aéroport militaire de Namlea (piste de 750 m) est utilisé pour le transport aérien. Un CASA C-212 assure 96 vols annuels entre Namlea et plusieurs villes des Moluques. En 2007 la construction d'un aéroport civil a commencé près du village de Suva, à environ 30 km à l'ouest de Namlea.
En l'absence de chemin de fer, la plupart des transports locaux se font par la route. En 2008, il y avait 1 310 km de routes, dont 278 km étaient asphaltés, 282 km gravillonnées et le reste en terre. La construction d'une autoroute moderne de 287 km traversant l'île et reliant Namlea, Namrole et plusieurs autres villes a été repoussée pour manque de fonds. Il existe un service régulier d'autobus à longue distance, qui dispose de 18 véhicules.

## Santé
En 2007, le système médical de l'île était en mauvais état, par manque de fonds et de personnel médical qualifié. Il y avait 2 hôpitaux et 16 cliniques, dont 5 cliniques de premier secours et 11 pour les patients non-urgents capables d'y arriver seuls. Le corps médical était constitué de 22 docteurs (2 avec un diplôme universitaire), 65 obstétriciens et 303 infirmières. Les autorités ont prévu de multiplier le nombre d'établissements médicaux et leur personnel par 2 à 4 d'ici 2012.

## Traditions et culture

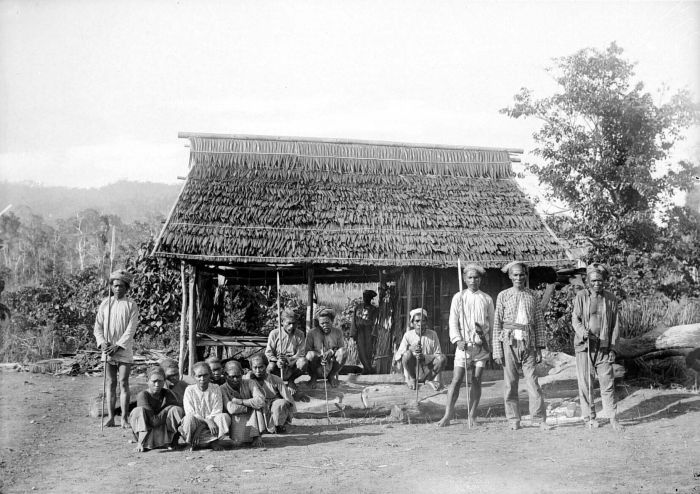
Maison traditionnelle Buru au début du XXe siècle.

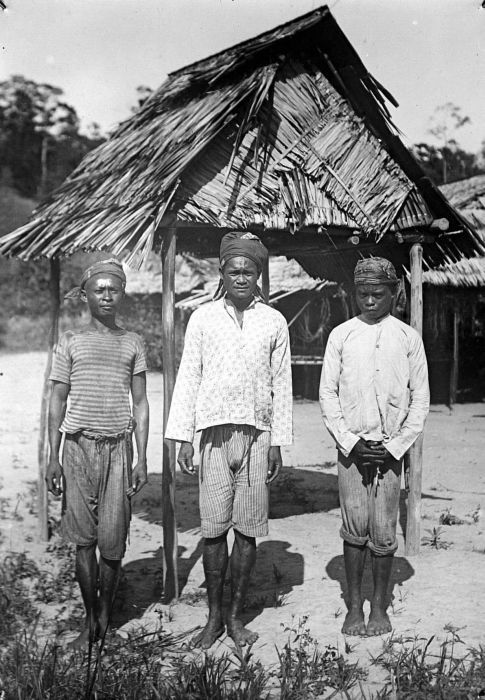
Hommes de l'ethnie Lisela dans un village, début du XXe siècle.

Les habitants occupaient traditionnellement des villages, mais ils se dispersaient ou se rassemblaient au rythme de leurs activités saisonnières – principalement la chasse et l'agriculture. Les hommes chassaient le babiroussa, le cerf et le phalanger dans les forêts, surtout au plus fort de la mousson d'est (juin et juillet) ; pendant ce temps les femmes récoltaient des légumes sauvages. Durant la mousson d'ouest (novembre à avril), au contraire, hommes et femmes travaillaient ensemble dans les champs. La position des villages était aussi variable, principalement à cause de la faible fertilité des sols de l'île, qui prenaient beaucoup de temps à se rétablir après culture et nécessitaient de longs trajets vers des champs de plus en plus éloignés. Il n'était pas inhabituel qu'une famille quitte son village pour presque toute la semaine et ne revienne que le dimanche pour le service religieux. Il était aussi commun de déplacer le village entier après une vingtaine d'années d'exploitation des sols environnants. En partie de ce fait, la plupart des localités étaient assez petites, les plus petites abritant une ou deux familles (hum-hawa ou hum-tapa), les moyennes (hum-lolin) formées de 3 à 10 maisons abritant 20 à 50 personnes, et les plus grandes de 30 à 50 maisons et 150 à 300 personnes (fen-lale). Sur la côte, il existait plusieurs localités multi-ethniques comportant plus de 200 maisons (ibu kota kecamatan). Cette variété de terme pour décrire les villages étonna les colonisateurs néerlandais qui essayaient de systématiser les registres locaux. 
Les maisons Buru traditionnelles étaient faites de bambou, souvent sur pilotis. Les toits étaient couverts de feuilles de palmiers ou de roseaux. Le ciment, le métal et les tuiles furent introduites au XXe siècle et incitant à construire de façon plus durable, mais avec peu de résultats, les habitants continuant à migrer. Cela était dû pour partie aux habitudes et pour partie à des conflits locaux ou à des superstitions, comme la malédiction d'un endroit où un certain nombre de gens étaient morts sur une courte période. La présence d'une église dans un village pouvait retarder son déplacement pendant un siècle, mais pas toujours.
Les costumes traditionnels de Buru étaient semblables à ceux de la plupart des indonésiens. Les hommes portent le sarong et une tunique à manches longue longue et les femmes un sarong et une veste plus courte. Les couleurs des robes variaient systématiquement entre les différentes tribus de l'île.

## Recherche
La flore, la faune et l'écosystème unique de la forêt tropicale de l'île est systématiquement étudiée par des organismes scientifiques indonésiens et étrangers. La végétation des plaines côtières a été défrichée et la plus grande partie de la forêt de montagne du nord de l'île a été coupée et brûlée pour son bois et pour créer de nouveaux champs, mais il reste encore deux grandes zones de forêt pluviale dans les montagnes. Elles constituent actuellement deux aires protégées, Gunung Kapalat Mada (1 380 km²) et Waeapo (50 km²). 
La plupart des études sur l'histoire, la culture et les langues de l'île ont été publiées dans les années 1980 par les époux Charles E. Grimes et Barbara Dix Grimes, missionnaires et ethnographes australiens membres de SIL International (à ne pas confondre avec Joseph E. Grimes et Barbara F. Grimes, parents de Charles E. Grimes, qui étaient également des ethnographes australiens). Ils ont aussi terminé la traduction de la Bible en buru commencée par les premiers missionnaires néerlandais,,